# Rose-Claire Schüle
Rose-Claire Schüle   (6è districte de París, 24 de desembre de 1921 - Morges, 28 d'abril de 2015) fou una etnòloga suïssa.
Va estudiar filologia romànica, àrab, persa i turc així com etnologia europea; el 1953 va obtenir el doctorat a la Universitat de Basilea, amb una tesi sobre el parlar de Nendaz. Abans, durant la mobilització de 1939, es va comprometre amb els grups escoltes i estudià medicina; en aquest període va treballar pels hospitals militars. Més tard, va deixar la medicina per dedicar-se a les llengües romàniques. Durant la seva carrera, va fer investigacions sobre els dialectes i també sobre la etnografia de Nendaz (al cantó de Valais, Suïssa). Va crear l'associació dels dialectes de la Val d'Aosta. El 1968, va esdevenir la primera etnòloga al servei del cantó del Valais; del 1978 al 1988 és presidenta central del Patrimoni suís (Heimatschutz). Del 1979 al 1983 va ser la directora dels Museus cantonals a Sion i va participar en la creació del museu del Gran Lens.

## Obres
- L'Inventaire lexicologique du parler de Nendaz (Valais) (3 vol.) : 
  - La Nature inanimée, la flore et la faune, vol. 1, Berna: Francke, 1963
  - L'Homme être physique, vol. 2, Basel ; Tubinga: A. Francke, 1998
  - L'Âme et l'intellect, vol. 3, Tubinga; Basilea: A. Francke, 2006, 461 p. ISBN 9783772080951
- Les Vouivres dans le ciel de Nendaz : ethnographie du ciel et des astres, du temps, de la terre, des plantes et des animaux réels et fabuleux à Nendaz (VS), 2011, 749 p. ISBN 9783039192427
- Assiettes valaisannes : nourritures d'hier et d'avant-hier, amb Isabelle Raboud-Schüle i Pierre Dubuis, éd. Monographic, coll. « Les cahiers de l'histoire locale », n° 5, 1993 ISBN 2883410259

## Premis
- Premi de la Fundació Divisionnaire F. K. Rünzi (1975).